# Río Piren
El río Piren nace en la cordillera del Mahuidanche de la Región de La Araucanía y fluye con dirección general SO hasta desembocar en la ribera izquierda del río Queule.

## Historia
Luis Risopatrón lo describe en su Diccionario Jeográfico de Chile de 1924:: 678 
Piren (Rio). 39° 24' 73° 10' Es correntoso, ofrece cauce acantilado, baña el fundo del mismo nombre, de buenos terrenos, corre al S W mui serpenteado, con profundidad variable i 10 a 12 m de ancho i se vácia en la márjen S del curso inferior del rio Queule, a unos 3 kilómetros al E del caserío de esta denominación; puede ser navegado en sus últimos 2 kilómetros. 1, v, p. 170; 61, xxix, p. 484; 68, p. 172; i 156.